# Жанабаев, Нурсултан Арыстангалиевич
Нурсултан Арыстангалиевич Жанабаев (каз. Нұрсұлтан Арыстанғалиұлы Жаңабаев); род. 5 сентября 1992, Красная звезда, Джамбулская область, Казахстан) — казахстанский боксёр-профессионал.

## Биография
Нурсултан Жанабаев родился 1992 году в Жамбульской области, Байзакском районе в селе Красная звезда.
В 1999—2010 годах учился в средней школе имени Намазбая Акшабаева. По окончании школы поступил в ТарГПУ, на творческий факультет.
Нурсултан ещё с раннего детства начал увлекаться спортом. С 11 лет начал заниматься вольной борьбой. Тренером по вольной борьбе был Адилет Сарбаев, который был тренером бронзового призёра олимпийских игр в Лондоне Акжурека Тантарова. Нурсултан только с 15 лет перешёл на любительский бокс. Первым тренером по боксу стал Рашид Кабиров, мастер спорта международного класса, призёр на летней Спартакиаде народов СССР 1983 года и чемпионата СССР по боксу 1986 года.

## Любительская карьера
Начал заниматься боксом в возрасте 15 лет в 2007 году, за период любительской карьеры стал мастером спорта и выиграл множество международных турниров. Первый свои официальный бой провёл в возрасте 15 лет на соревнованиях областного масштаба, в итоге он стал победителем. В 2012 году в Шымкенте Нурсултан выиграл международный турнир в честь Карагоза Абдалиева и стал мастером спорта Республики Казахстан. В 2014 году выиграл международный турнир в Кыргызстане.

## Профессиональная карьера
Профессиональную карьеру начал 2016 году в Китае, выиграв в десяти раундах у китайского боксёра, обладавшего на тот момент поясом WBA China. 14 августа 2019 года провёл удачный бой в Сиднее, Австралия, где победил австралийца Стива Гаго, защитил пояс WBA inter — continental, завоевал региональные пояса WBO oriental и IBF Australasian.

## Таблица профессиональных поединков
В таблице перечислены результаты всех поединков боксёров.
В каждой строке указан результат поединка. Дополнительно номер поединка обозначен цветом, который обозначает итог поединка. Расшифровка обозначений и цветов представлена в нижеследующей таблице.
| Пример | Расшифровка                     |
| ------ | ------------------------------- |
|        | Победа                          |
|        | Ничья                           |
|        | Поражение                       |
|        | Планируемый поединок            |
|        | Поединок признан несостоявшимся |
| КО     | Нокаут                          |
| ТКО    | Технический нокаут              |
| PTS    | Решение судей (по очкам)        |
| UD     | Единогласное решение судей      |
| MD     | Решение большинства судей       |
| SD     | Раздельное решение судей        |
| RTD    | Отказ от продолжения боя        |
| DQ     | Дисквалификация                 |
| NC     | Поединок признан несостоявшимся |

| Бой | Рекорд  | Дата             | Соперник                          | Место боя                                                 | Результат       | Комментарии                                                              |
| --- | ------- | ---------------- | --------------------------------- | --------------------------------------------------------- | --------------- | ------------------------------------------------------------------------ |
| 8   | 8 (5)-0 | 27 июля 2019     | Steve Gago (11-0-0, 4 КО)         | International Convention Centre Sydney, Сидней, Австралия | UD (10)         | Бой за три пояса WBA Inter-continental, IBF Australasian, WBO Oriental   |
| 7   | 7 (5)-0 | 24 марта 2019    | Ivan Matute (28-1-0, 23 КО)       | Алматы Арена, Алматы, Казахстан                           | RTD 2 (10)      | Бой за пояс WBA inter-Continental Соперник отказался выходить на 3 раунд |
| 6   | 6 (4)-0 | 23 декабря 2018  | Arnel Tinampay (25-22-1, 11КО)    | Крылья Советов, Москва, Россия                            | UD (10)         | Бой за пояс WBC Asia                                                     |
| 5   | 5 (4)-0 | 27 октября 2018  | Kulwa Bushiri (10-2-1, 4 КО)      | Арт-Дворец, Владимир, Россия                              | TKO 1 (6) 2:23  | Технический нокаут в 1 раунде                                            |
| 4   | 4 (3)-0 | 29 сентября 2018 | Эмин Биннаталиев (1-1-0, 1 КО)    | USC Soviet Wings, Москва, Россия                          | TKO 2 (6) 0:34  | Нокаут в 2 раунде                                                        |
| 3   | 3 (2)-0 | 9 сентября 2017  | Alex Sandro Duarte (14-9-1, 11КО) | Сарыарка, Expo 2017, Нур-Султан, Казахстан                | TKO 1 (6) 2:03  |                                                                          |
| 2   | 2 (1)-0 | 25 декабря 2016  | Joel De La Cruz (20-24-3, 8 КО)   | EXPO Garden Hotel, Куньмин, Китай, КНР                    | TKO 5 (10) 2:30 |                                                                          |
| 1   | 1 (0)-0 | 10 октября 2016  | Xingxin Yang (11-4-3, 9 КО)       | Иньчуань, Китай                                           | SD (10)         | Профессиональный дебют.                                                  |